# Емануил Шаранков
Емануил Димитров Шаранков е виден български психиатър, професор, психотерапевт.

## Биография
Роден е на 21 януари 1903 г. в София в учителско семейство. През 1928 г. завършва медицина в Софийския университет. След това започва работа като училищен лекар в Кнежа. В продължение на три години и половина е редовен асистент в катедрата по патология в бившия ВМИ – София. В продължение на 5 години е доброволен и редовен асистент в катедрата по неврология и психиатрия на ВМИ. Две години е управител и лекар на частна болница за душевноболни в Павлово. В края на 1944 г. за почти 1 година е назначен за началник на нервното отделение на Работническата болница. След това за 5 години е началник на нервното отделение на Втора окръжна болница в София. От 1951 г. е доцент по психиатрия, а от 1959 г. и професор. През 1950 г. е назначен за директор на новосъздадения Психоневрологичен научноизследователски институт (НИПИ). От 1953 г. е завеждащ катедрата по психиатрия и неврология, а след като тя се разделя на две, завежда тази по психиатрия, които са част от ИСУЛ. Излиза в пенсия през 1969 г. След това работи като консултант към Медицинската академия. Заедно с Иван Петров, Георги Лозанов и Атанас Атанасов написва първото в България „Ръководство по психотерапия“ през 1963 г. Написва монография в областта на нестинарството. Умира през 1997 г.